# Ato Boldon
Ato Boldon, nascut el 30 de desembre de 1973 a Port-of-Spain a Trinitat, és un atleta de Trinitat i Tobago, especialista en proves de velocitat.
Des dels 14 anys viu als Estats Units, on comença jugant a futbol americà. Les seves capacitats en la velocitat són ràpidament detectades i el 1992 ja representa al seu país als Jocs Olímpics de Barcelona.
Forma part, junt a Maurice Greene del grup d'entrenament de John Smith. El 1998 aconsegueix la proesa de finalitzar totes les seves carreres sobre 100 m per sota dels deu segons.

## Millors marques
- 60 m. 6"49 23 de febrer de 1997[1] a Birmingham
- 100 m. 9"86. 5 ocasions entre 19 d'abril de 1998[1] i 2 de juliol de 1999
- 200 m. 19"77. 13 de juliol de 1997 a Stuttgart[1]